# إتش تي سي سينساشين XL (موبايل)
إتش تي سي سينساشين XL (بالإنجليزية: HTC Sensation XL)‏ هو هاتف ذكي من إتش تي سي ضمن سلسلة إتش تي سي سينساشن يعمل بنظام أندرويد، تم طرحه في الأسواق في 19 مايو 2011.

## الخصائص
- نظام التشغيل: أندرويد
- الكاميرا الأمامية: 8 ميجابكسل
- الكاميرا الخلفية: 0.3 ميجابكسل
- الشاشة: شاشة لمس إل سي دي
- الوزن: 162.5 غ (5.73 أونصة)
- المعالج: 1.5 جيجا هرتز
- الذاكرة: 768 ميجابايت
- التخزين: 16 جيجابايت